# Billy Currie

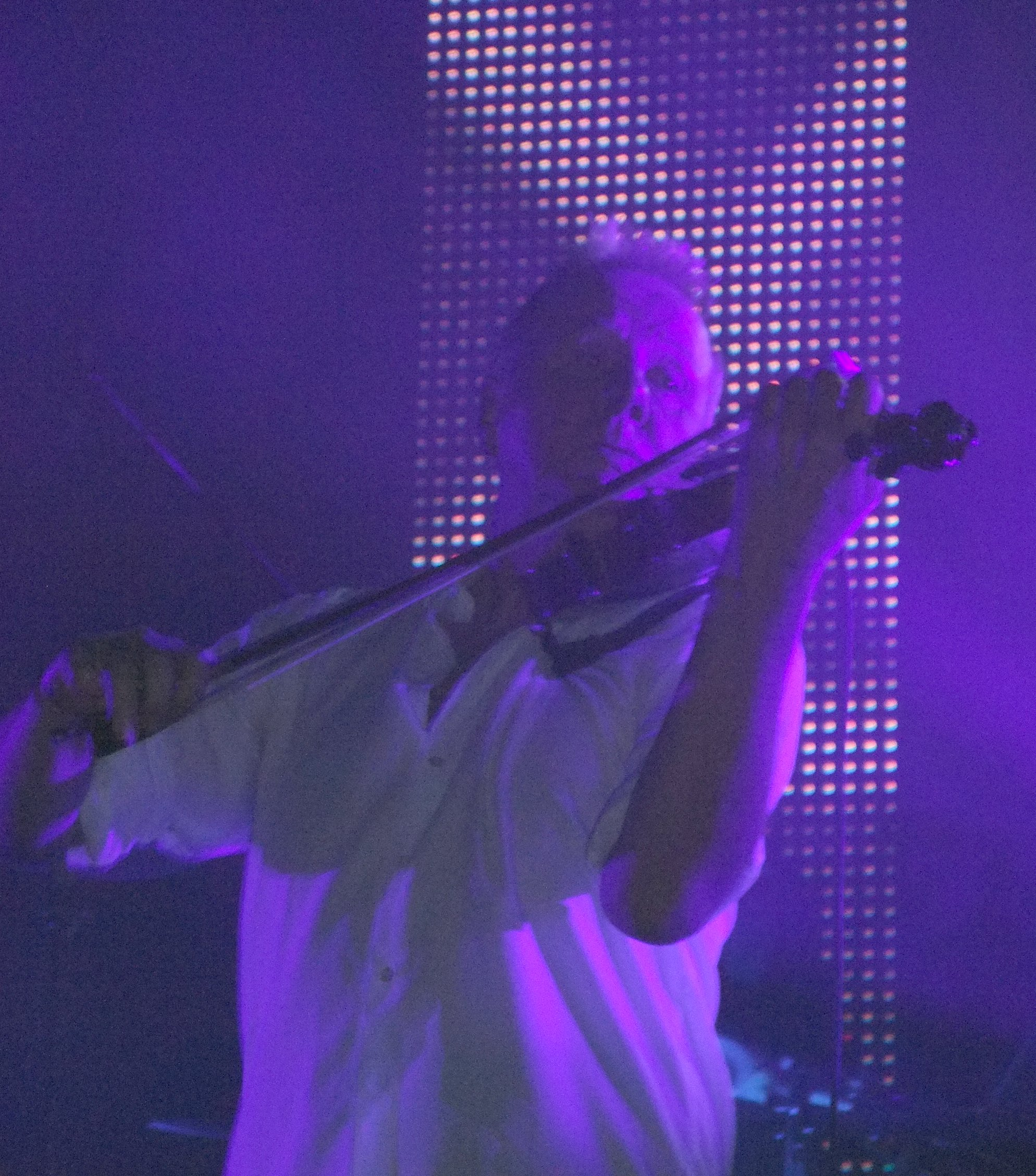
Billy Currie

Billy Currie (eg. William Lee Currie), född den 1 april 1950 i Huddersfield, Yorkshire, Storbritannien, är en musiker och låtskrivare. Han är mest känd som keyboardspelaren i New Wavebandet Ultravox, som var väldigt populära på 1980-talet.

## Karriär
Currie är känd för sitt användande av analoga synthesizers och i synnerhet för sitt "solosound", oftast bestående av en stegrande, flytande linje på en ARP Odyssey, användandet av svängande sync som senare återskapat med Oxford Synthesizer Company "OSCar" synth. Det första instrument Currie spelade var dock altfiol, och han brukade spela det eller fiol på de sånger han spelade, två ganska ovanliga instrument i popmusiken.
1988 gav Currie ut det instrumentala soloalbumet Transportation, släppt av skivbolaget IRS NoSpeak. Stewe Howe spelade gitarr på några av låtarna.

## Privatliv
Han har dottern Lucy, född ca 1991, och sonen Tom, född ca 1997.

## Samarbeten
- Barry Edwards' "The Ritual Theatre"
- Ultravox (1974-1986, 1991-1996)
- Visage (1979-1983)
- Gary Numan (1979)
- Humania (1988-1989)
- Phil Lyncott
- Steve Howe

## Diskografi

### Ultravox
- Ultravox! (1977)
- Ha!-Ha!-Ha! (1977)
- Systems of Romance (1978)
- Vienna (1980)
- Rage in Eden (1981)
- Quartet (1982)
- Monument (1983)
- Lament (1984)
- U-Vox (1986)
- Revelation (1993)
- Ingenuity (1996)
- Brilliant (2012)

### Gary Numan
- The Pleasure Principle (1979, gästartist)
- Living Ornaments '79 (1981)

### Visage
- Visage (1980)
- The Anvil (1982)
- Beat Boy (1984, gästartist)

### Humania
- Sinews of the Soul (2005, inspelad 1989)

### Solo
- Transportation (1988)
- Stand Up and Walk (1990)
- Unearthed (2001)
- Keys and the Fiddle (2001)
- Push (2002)
- Pieces of the Puzzle (2003)
- Still Movement (2004)
- Accidental Poetry of the Structure (2006)